# Петер Вессель Цапффе
Петер Вессель Цапффе (18 грудня 1899 р — 12 жовтня 1990) — норвезький філософ, письменник, художник, юрист і альпініст. Його часто відзначають за його філософсько-песимістичний і фаталістичний погляд на людське існування. Його філософська система була натхненна німецьким філософом Артуром Шопенгауером, а також його рішучою прихильністю антинаталізму. Його міркування про помилковість людського життя викладено в есе «Останній Месія» («Den sidste Messias», 1933). Це есе є скороченою версією його найвідомішої та неперекладеної праці, філософського трактату «Про трагічне» (Om det tragiske, 1941).

## Філософія
Цапффе вважає, що люди народжуються з надмірно розвиненими навичками (розуміння, самопізнання), які не вписуються в задум природи. Людське прагнення до обґрунтування в таких питаннях, як життя і смерть, не може бути задоволене, отже, людство має потребу, яку природа не може задовольнити. Трагедія, згідно з цією теорією, полягає в тому, що люди витрачають весь свій час, намагаючись не бути людьми. Отже, людина є парадоксом .
У «Останньому Месії» Цапффе описав чотири основні механізми захисту, які людство використовує, щоб уникнути цього парадоксу:
- Ізоляція — це «повністю довільне виключення зі свідомості всіх тривожних і руйнівних думок і почуттів».[5]
- Прив'язка — це «фіксація точок усередині або будівництво стін навколо, рідка боротьба свідомості».[5] Механізм закріплення надає людям цінність або ідеал, на якому вони постійно зосереджують увагу. Цапффе також застосував принцип прив'язки до суспільства і заявив, що «Бог, Церква, держава, мораль, доля, закони життя, люди, майбутнє»[5] — усе це приклади колективних первинних небосхилів прив'язки.
- Відволікання — це «обмеження уваги до критичних меж, постійно захоплюючи її враженнями».[5] Відволікання зосереджує всю енергію людини на завданні чи ідеї, щоб не дати розуму зосередитися на собі.
- Сублімація — це перефокусування енергії з негативних виходів на позитивні. Індивіди дистанціюються і дивляться на своє існування з естетичної точки зору (наприклад, письменники, поети, художники). Сам Цапффе зазначав, що його твори були продуктом сублімації.

Книга «Останній Месія» українською була перекладена Віталієм Щепанським та виданна видавництвом Пломінь у 2019 році.
З нагоди 65-річчя від дня народження норвезько-канадського філософа Германа Тоннессена вийшла книга «Я обираю істину». Опубліковано «Діалог між Пітером Весселем Запффе та Германом Тьоннессеном» (1983). Ці двоє були знайомі вже багато років. Тьоннессен навчався в Університеті Осло разом з Арне Нессом.

## Інші інтереси та роботи
Цапффе був плідним альпіністом і дуже рано зацікавився екологією ; ця форма охорони природи виникла з наміру не захистити природу, а уникнути її культуризації людиною.
Цапффе був автором багатьох гумористичних оповідань про альпінізм та інші пригоди на природі.

## Особисте життя
Син аптекаря Фріца Ґотліба Цапффе та Гудрун Вессель, Цапффе був родичем по материнській лінії з датсько-норвезьким адміралом Пітером Торденшельдом.

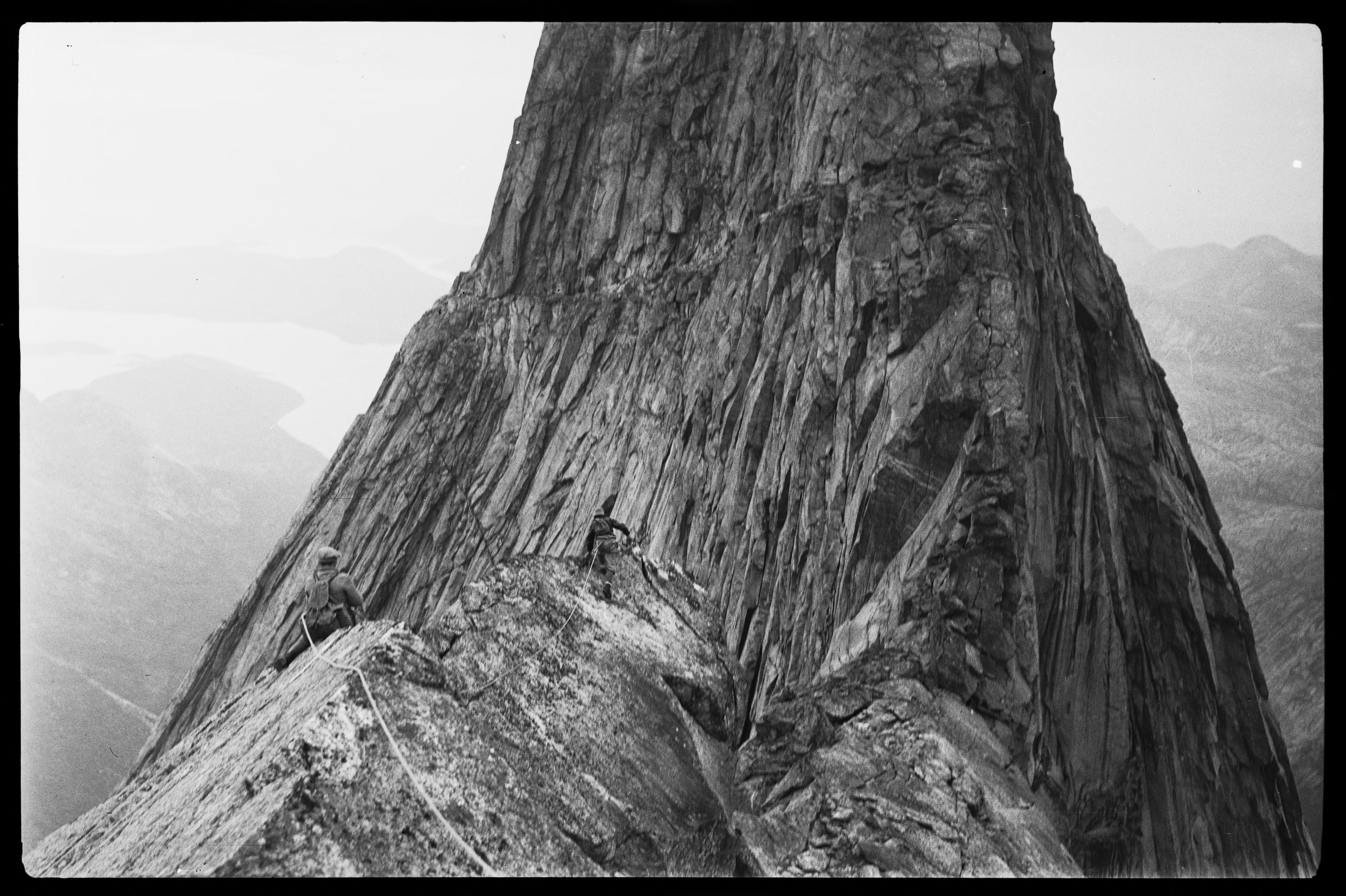
Сходження на Стетінд з Арне Нессом, 1937 рік

У Крістіанії, у 1921 році, Цапффе вперше дізнався про альпінізм, починаючи зі скелелазіння в Берумі, у Кольсасі, першій горі, на яку він піднявся. У 1924 році він був першою людиною, яка піднялася на вершину Tommeltott в Ullsfjorden; у 1925 році Смотінґ (південна сторона) у Квалойї; і Бентйордтінд між Малангеном і Бальсфіордом. І в тому ж році були подолані Оксхорн, Снеколлен і Мікк'єтінд. У 1926 році це була вершина в Сеньї, а також вершина Голлендера в Квалоя, яку він вперше протоптав: у 1987 році найвища вершина Голлендера в Квалоя була названа на його честь. Сьогодні вершина називається «Цапффе тинд» («вершина Цапффе»). У 1928 році Цапффе піднявся на першу вершину Скамтіндена, а також був першим, хто піднявся на передню сторону Свольвергейти.
У 1940 році Запффе подав заявку до Norsk Tindeklubb, але отримав відмову. Однак у 1965 році його прийняли до альпіністського товариства, але як почесного члена, а в 1987 році знову до альпіністського клубу з Тромсе.
У 1928 році через шторм цепелін "Італія " Умберто Нобіле розбився на зворотному шляху до Італії. Руаль Амундсен (друг родини Цапффе) і Цапффе допомагали в порятунку екіпажу цепеліна. Там Заппфе служив перекладачем для експедиції. Пізніше на криголамі DS «Isbjørn» Цапффе служив німецьким перекладачем, на борту також був його батько: експедиція тоді мала шукати зниклого Амундсена, але потерпіла невдачу.
Цапффе залишив Тромсе 5 червня 1929 року. Він знайшов кімнату на вулиці Ерлінга Скялгсонса в Крістіанії, живучи досить скромно і в психічно катастрофічному стані: «Ідея смерті як найбільшої розради і порятунку, яка завжди під рукою, проникає в мене ще з більшою силою».
Як і Еміль Чоран, з 1978 року жив на державну пенсію. У 1987 році він отримав нагороду Honor Award від Фундації Фрітта Орда за «оригінальний і багатогранний характер його літературної творчості».
В останні роки життя, коли його часто відвідували журналісти, він дав інтерв'ю Asker og Bærum Budstikke, в якому описав себе як нігіліста: «Я не песиміст. Я нігіліст. А саме, не песиміст у тому сенсі, що маю тривожні побоювання, а нігіліст у неморальному сенсі».

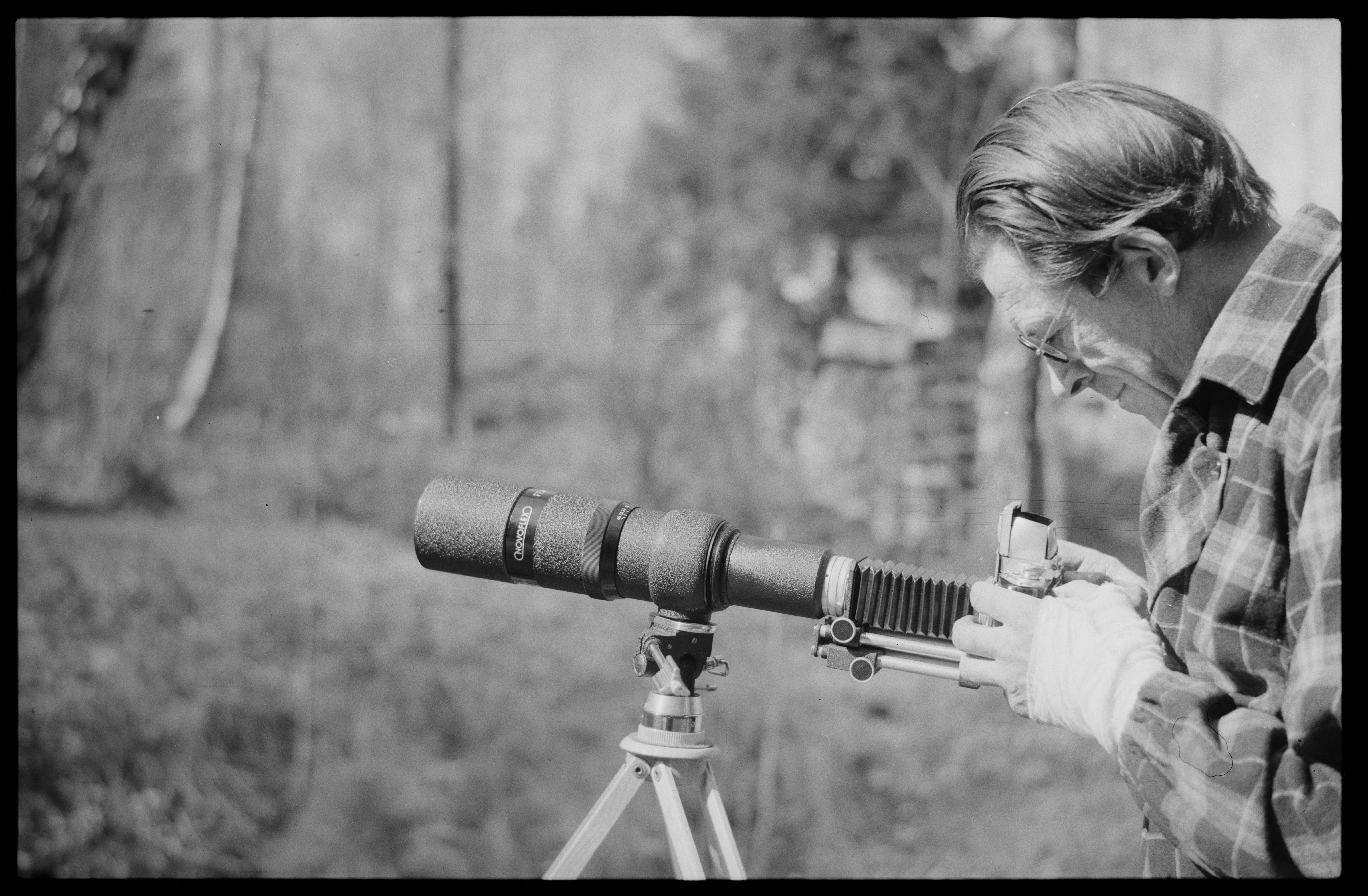
Цапффе з камерою, 1949 рік

Хобі Цапффе були різноманітними, з раннього періоду він виявив ентузіазм до малювання. Але фотографією він займався з 12 років завдяки батькові (сам фотограф), який позичив своє фотообладнання синові. Це також означало своєрідну компенсацію його короткозорості. Вплив його роботи як фотографа можна побачити в його роботі Rough Joys (1969), де, здається, він реконструює екфрази зі своїх фотодокументів під час своїх подорожей у гори. Значна частина його фотографічної продукції наразі є культурною спадщиною.
Цапффе одружився з Берґльот Есполін Йонсен у 1935 році; вони розлучилися в 1941 році. Він одружився з Беріт Ріс Крістенсен у 1952 році, вони залишалися разом до його смерті в 1990 році; Беріт померла у травні 2008 року Цапффе залишився бездітним за власним бажанням. Він все життя дружив з норвезьким філософом і колегою-альпіністом Арне Нессом.

## Вибрані твори
- Om det tragiske (En: Про трагічне), Осло, 1941 та 1983.
- Den fortapte sønn . En dramatisk gjenfortælling (En: The Prodigal Son: A Dramatic Renarrration), Осло, 1951.
- Indføring i litterær dramaturgi (En: Вступ до літературної драматургії), Осло, 1961.
- Den logiske sandkasse. Elementær logikk for university og selvstudium (En: The Logical Sandpit: Elementary Logic for University and Individual Study), Осло, 1965.
- Lyksalig pinsefest. Випробувач пожежі з Йоргеном (En: Blissful Pentecost: Four Dialogues with Jørgen), Осло, 1972.
- Hos doktor Wangel. En alvorlig spøk i fem actor (En: With Doctor Wangel: An Earnest Jest in Five Acts), Іб Генріксен (псевд.), Осло, 1974. грати.
- Rikets hemmelighet. En kortfattet Jesus-biografi (En: The Secret of the Kingdom: A Short Biography of Jesus), Осло, 1985.

### Збірки його коротких творів
- Essays og epistler (En: Essays and epistles), Осло, 1967.
- Barske glæder og andre temaer fra et liv under åpen himmel (En: Rough Joys та інші теми з життя, прожитого під відкритим небом), Осло, 1969.
- Spøk og alvor. Epistler og leilighetsvers (En: Jest and Earnest: послання та окремі вірші), Осло, 1977.
- Hvordan jeg blev så flink og andre tekster (En: Як я став таким розумним та інші тексти), Осло, 1986.
- Ветт ог уветт. Stubber fra Troms og Nordland (En: Sense and Nonsense: Short Stories from Troms and Nordland) Ейнара К. Ааса та П. В. Запффе, Тронхейм 1942. Ілюстрував Кааре Есполін Джонсон .

## Фотороботи

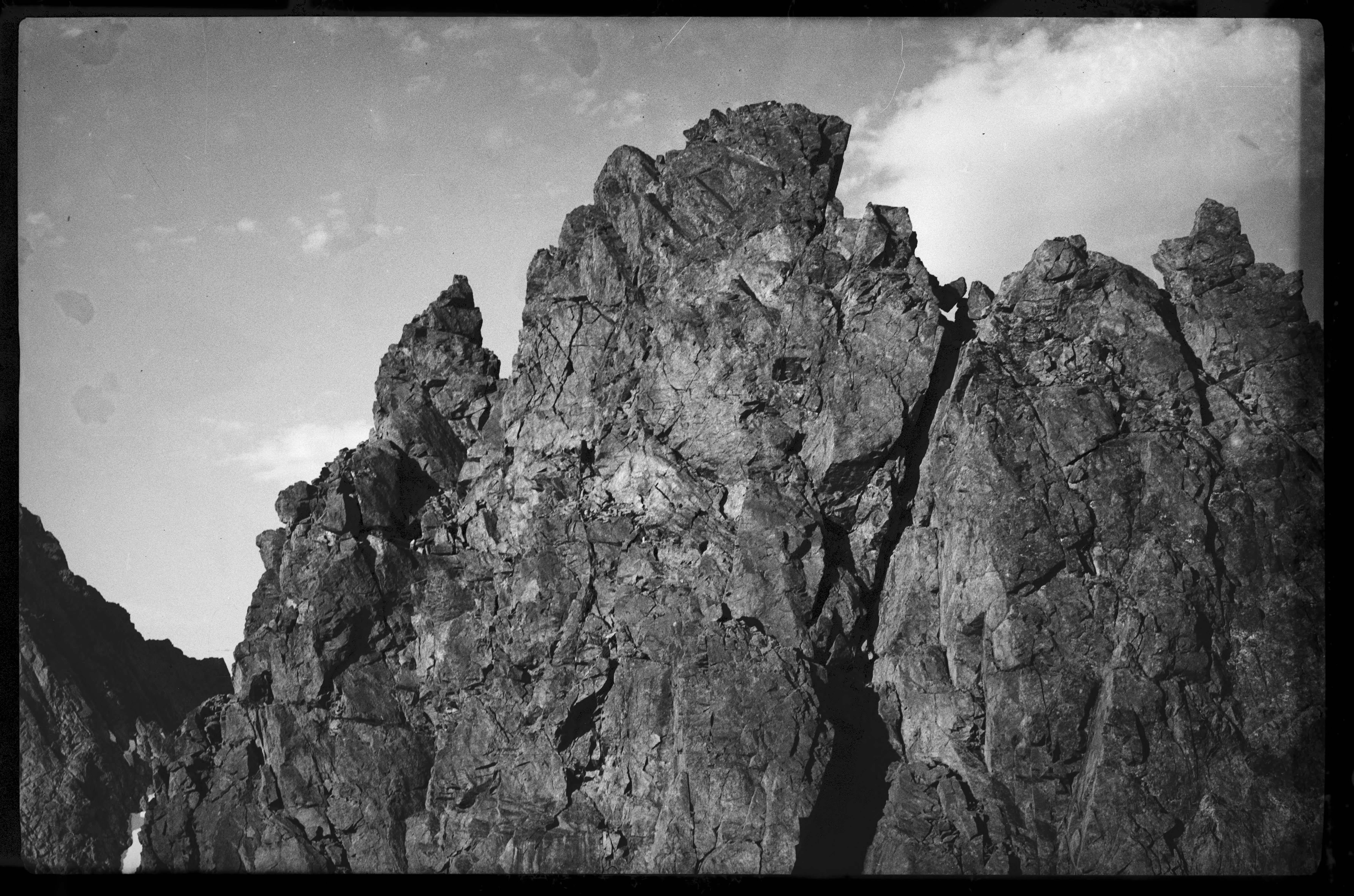
Jægervatnet прибл. 1945
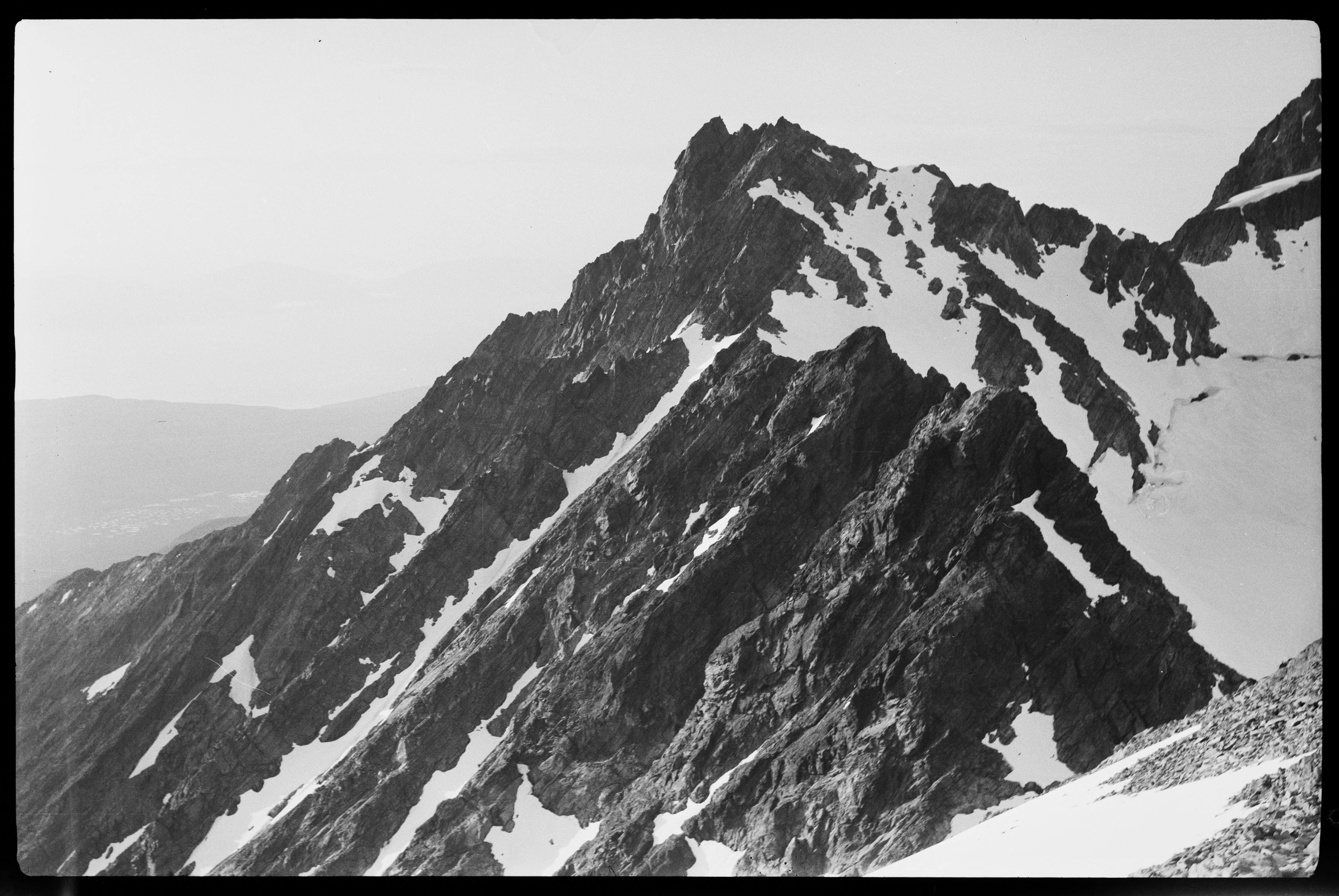
Jægervatnet прибл. 1945
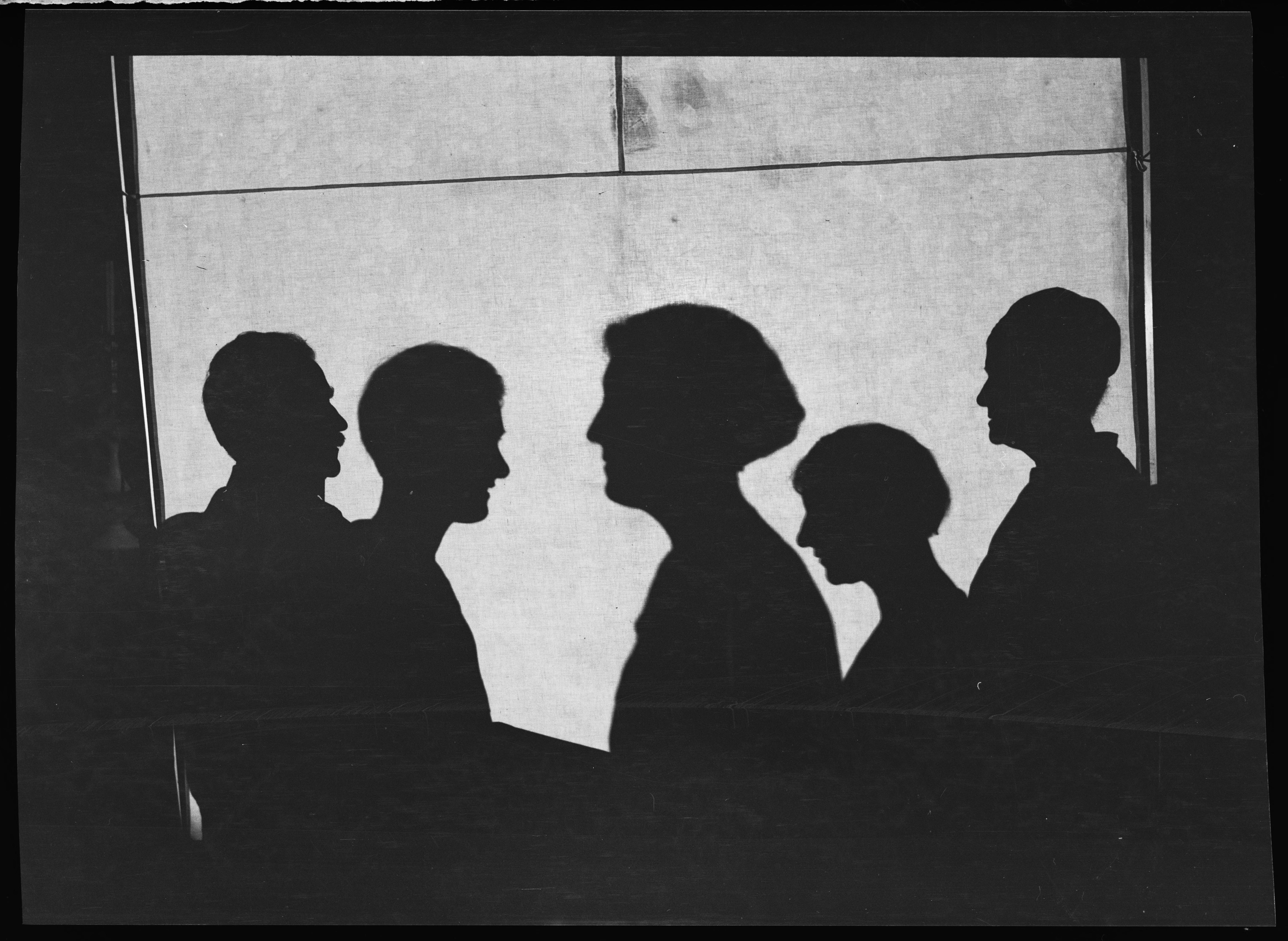
Silhouettes of people прибл. 1950